# Tosayusurika simantoefea
Tosayusurika simantoefea är en tvåvingeart som beskrevs av Sasa, Suzuki och Sakai 1998. Tosayusurika simantoefea ingår i släktet Tosayusurika och familjen fjädermyggor. Inga underarter finns listade i Catalogue of Life.